# Lubuto (Kitwe)
Lubuto è un ward dello Zambia, parte della Provincia di Copperbelt e del Distretto di Kitwe.